# Sculptures en l'Île
Créée en 1997, Sculptures en l’Île est une exposition d’art contemporain organisée par la ville d’Andrésy (Yvelines).
Cette manifestation culturelle qui se déroule chaque année, est ouverte au public en accès libre du mercredi au dimanche et les jours fériés. L'exposition se déroule en plein air. Durant quatre mois, Sculptures en l’île accueille environ 40 000 visiteurs.
L’exposition Sculptures en l'Île propose trois circuits : la Maison du Moussel, lieu central de l’exposition ; le parc de l’Hôtel de ville ; enfin, l'île Nancy seulement reliée à la berge du centre-ville ancien par bateau.
Avec la cinquantaine d’artistes présents sur l’ensemble du circuit, Sculptures en l'Île propose d’associer un artiste invité international, des sculpteurs de la jeune sculpture contemporaine, des écoles d’art sélectionnées par le commissaire de l’exposition qui se mêlent aux talents d’artistes venus de toute la France. Les artistes en herbe issus des écoles maternelles, primaires et secondaires de la ville participent également.
Des sculptures sont présentées chaque année dans le parc de la Maison du Moussel, sélectionnées par la Maison Laurentine et la galerie Baudoin Lebon.
En 2011, l'artiste Claude Leveque expose "Perles Noires". En 2012, Didier Marcel expose "Magic garden" dans le parc et la Maison du Mousel, aux côtés de 9 artistes qui exposent dans le parc de l'Hôtel de ville. En 2013, Alain Clément présente quelques-unes de ses sculptures réalisées ces dix dernières années. En 2014, Keiji Uematsu expose avec Nobuko Watanabe. En 2015, l'artiste Aurèle Ricard expose deux œuvres "Lostdog".
En 2015, pour la 18e édition de Sculptures en l'Île, l'artiste Aurèle Ricard a exposé deux chiens dans le parc de la Maison du Moussel. En 2016, l'artiste Du Zhenjun expose "Babel tower".

## 2017, la20eédition de Sculptures en l’Île

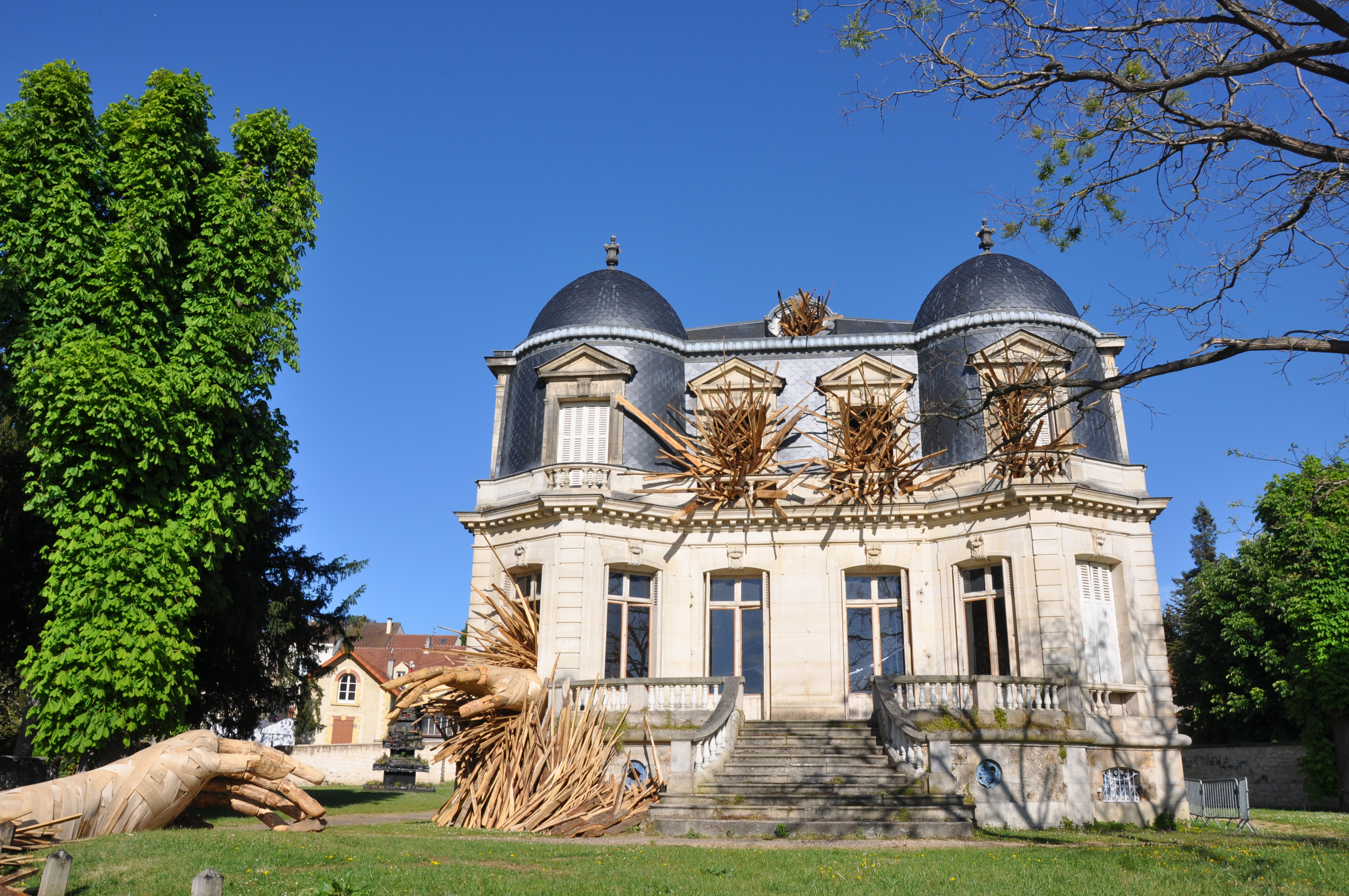
2017 : "Mano à mano", Pedro Marzorati, dans le cadre de la 20e édition de Sculptures en l'Île. Site : Parc et Maison du Moussel.

L’artiste italo-argentin Pedro Marzorati, qui a exposé des “hommes bleus” en 2015 dans le parc Montsouris à Paris lors de la COP21 à Paris expose dans le parc et la Maison du Moussel l'œuvre "Mano à mano" : des mains et des bras immenses pour redonner “la main” à la nature menacée par l’homme. L'Œil fait écho de cette édition dans son numéro 703 des 80 œuvres installées sur les bords de Seine.

## Les artistes ayant déjà exposé à Sculptures en l’Île
- 2008 : François Mezzapelle (Maison du Moussel)
- 2009 : Vladimir Skoda (Maison du Moussel)
- 2010 : Christine O’Loughlin (Maison du Moussel)
- 2011 : Claude Leveque (Maison du Moussel)
- 2012 : Didier Marcel (Maison du Moussel)
- 2013 : Alain Clément (Maison du Moussel) – Olivier Giroud (Parc de l’Hôtel de ville)
- 2014 : Keiji Uematsu et Nobuko Watanabe – Serge Landois (Parc de l’Hôtel de ville)
- 2015 : Aurèle Ricard et Pascal Morabito (Maison du Moussel) – C.G. Simonds[12] (Parc de l’Hôtel de ville)
- 2016 : Du Zhenjun (Maison du Moussel) – Pascal Morabito (Maison du Moussel) – Jean-Patrice Rozand[13](Parc de l’Hôtel de ville)
- 2017 : Pedro Marzorati[7] (Maison du Moussel) – Georges Meurdra (Parc de l’Hôtel de ville)

## Sources
- C.G. Simonds : sculpture, 1991-2000 : Galerie Bruno Mory, [Bonnay, du 16 sept. au 5 novembre 2000 / texte de John Brumfield]